# Ellobiopsis
Ellobiopsis — рід одноклітинних евкаріотів, що належать до Dinozoa (Alveolata) у супергрупі SAR. Назва вперше опублікована 1910 року.

## Класифікація
До роду Ellobiopsis відносять 6 видів:
- Ellobiopsis caridarum
- Ellobiopsis chattonii
- Ellobiopsis elongata
- Ellobiopsis eupraxiae
- Ellobiopsis fagei
- Ellobiopsis racemosus